# Violeta Urmana

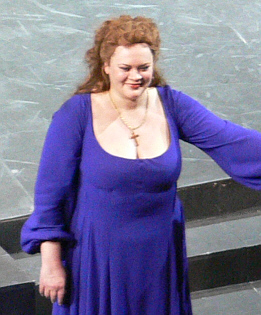
Violeta Urmana

Violeta Urmana, geborene Violeta Urmanavičiūtė (* 1961 in Jūrė bei Kazlų Rūda, Distrikt Marijampolė, Litauische SSR, Sowjetunion) ist eine litauische Opernsängerin (Mezzosopran, dramatischer Sopran).

## Leben
Violeta Urmana studierte Klavier an der Litauischen Musik- und Theaterakademie in Vilnius. Nach dem Abschluss als Pianistin begann sie im Jahr 1986 mit dem Gesangsstudium, das sie von 1991 bis 1993 an der Hochschule für Musik und Theater in München bei Josef Loibl fortsetzte. Gleichzeitig war sie Mitglied des Opernstudios der Bayerischen Staatsoper, wo sie sich bei Astrid Varnay weiterbilden und bald kleinere Rolle singen durfte.
Die Künstlerin erhielt zahlreiche Auszeichnungen bei internationalen Gesangswettbewerben. Rasch folgten Angebote der großen internationalen Opernbühnen, und 1993 begann ihre eigentliche Karriere. Die Übernahme der Partie der Madeleine di Coigny in der Oper Andrea Chénier an der Wiener Staatsoper im Juni 2003 markierte ihren Fachwechsel von Mezzosopran zum dramatischen Sopran, den sie im März 2004 in Rom als Isolde in Tristan und Isolde und im Herbst 2004 in London als Leonora in La forza del destino endgültig vollzog.
Violeta Urmana arbeitet(e) mit bekannten Dirigenten zusammen, wie beispielsweise Claudio Abbado, Daniel Barenboim, Bertrand de Billy, Pierre Boulez, Semjon Bytschkow, Riccardo Chailly, James Conlon, Daniele Gatti, Valery Gergiev, James Levine, Jesús López Cobos, Fabio Luisi, Lorin Maazel, Kurt Masur, Zubin Mehta, Riccardo Muti, Sir Simon Rattle, Donald Runnicles, Esa-Pekka Salonen, Franz Welser-Möst und Christian Thielemann.
Zum Liedrepertoire von Urmana gehören unter anderem Kompositionen von Gustav Mahler, Béla Bartók, Ludwig van Beethoven, Richard Strauss, Franz Liszt, Alban Berg, Arnold Schönberg und Alexander von Zemlinsky.

## Soziales Engagement
Im März 2016 wurde Violeta Urmana in Paris von Irina Bokowa, der Generaldirektorin der UNESCO, zur „UNESCO Künstlerin für den Frieden“ ernannt. Die Ehrung erfolgte als Anerkennung ihrer ständigen Bemühungen, Kultur als Mittel des Dialogs und zur Förderung des gegenseitigen Verständnisses einzusetzen, und für ihren Einsatz zur Verwirklichung der Ziele der Organisation UNESCO, insbesondere in Afrika.
Die Sopranistin in mit dem Tenor Alfredo Nigro verheiratet.

## Rollen (Auswahl)
- Medea in Medea (Cherubini)
- Tove in Gurre-Lieder
- Aida/Amneris in Aida
- Azucena in Il Trovatore
- Amelia in Ein Maskenball
- Ariadne in Ariadne auf Naxos
- Elisabetta/Eboli in Don Carlos
- Isolde/Brangäne in Tristan und Isolde
- Judith in Herzog Blaubarts Burg
- Ortrud in Lohengrin
- Kundry in Parsifal
- Lady Macbeth in Macbeth
- Norma/Adalgisa in Norma
- Sieglinde, Fricka, Brünnhilde in Die Walküre
- Tosca in Tosca
- Wally in La Wally
- La Gioconda in La Gioconda
- Santuzza in Cavalleria Rusticana
- Venus in Tannhäuser
- Waltraute, Brünnhilde in Götterdämmerung
- Sopran/Mezzosopran in der Messa da Requiem von Verdi

## Auszeichnungen (Auswahl)
- 2001 Frau des Jahres (Litauen)
- 2001 Sängerin des Jahres (Litauen)
- 2001 Nationalpreis für Kultur (Litauen)
- 2001 Orden des litauischen Großfürsten Gediminas[2]
- 2002 Kritikerpreis Premio Abbiati (Italien)
- 2002 L'Opera Award (Italien)
- 2002 Royal Philharmonie Society Music Award (Großbritannien)
- 2007 Ehrenbürgerin ihrer Geburtsstadt (Litauen)
- 2007 LT-Tapatype (Litauen)
- 2007 World Intellectual Property Organization Creativity Award
- 2009 Österreichische Kammersängerin[3]
- 2012 Verleihung der Ehrendoktorwürde der Litauischen Akademie für Musik und Theater[4]
- 2014 Commendatore dell'Ordine della Stella d'Italia (Italien)[5]
- 2016 UNESCO Künstlerin für den Frieden (UNESCO Artist for Peace)[1]

## Diskografie (Auswahl)
- Das Lied von der Erde, Rückert-Lieder (Gustav Mahler): Deutsche Grammophon
- Siegfried (Wagner): Penta Tone
- Best of Wiener Philharmoniker Vol. VII: Deutsche Grammophon
- Andrea Chénier: Decca
- Messa da Requiem: (Naxos) Profil Hänssler
- Violeta Urmana singt Lieder von Liszt, Strauss, Berg: FARAO
- La Gioconda: EMI
- Oberto: Philips
- Tristan und Isolde: EMI
- Puccini Ritrovato (berühmte Arien und Ensembles von Puccini): Deutsche Grammophon
- Parsifal: Mariinsky

### DVDs
- Aida in der Metropolitan Opera, New York: Decca
- Macbeth: Bel Air classiques
- Un ballo in maschera: Opus Arte
- La canzone dei ricordi (Giuseppe Martucci): medici arts
- La forza del destino: TDK
- Aida im Teatro alla Scala, Mailand: Decca
- Cavalleria Rusticana: Opus Arte
- Don Carlos: Opus Arte
- Le rossignol: EMI
- Parsifal: Arthaus